# 寝たふりしてる男たち
『寝たふりしてる男たち』（ねたふりしてるおとこたち）は、1995年1月12日から3月9日まで、日本テレビ系列で毎週木曜21:00 - 21:54（JST）に放送された読売テレビ製作のテレビドラマ。

## キャスト
- 松岡恒平：小林旭
56歳。元は建設会社の部長だったが、ある問題で経営危機に陥った業界最大手の不動産会社「芝山地所」に引き抜かれる。
普段は居眠りばかりしており、茫洋としているが、仕事上のトラブルを淡々と解決していくことから、得体のしれない牙を隠し持っているのではないか、と疑念を抱かれるようになる。
やがて、政界をも揺るがす企業戦争に巻き込まれ、かつての凄腕の片鱗を見せ始める。
- 大野窓子：いしだあゆみ
松岡の元妻で47歳。3年間の結婚生活の末に破局。その後はハイミスとして生活するも……。
- 星川ユリ子：工藤夕貴
松岡の部下で26歳。松岡が隠し持っている牙に気づいて、猛烈にアタックする。窓子が住むアパートの隣の部屋に移住し、松岡の過去を共有することになる。
- 小田良治：長塚京三
48歳。芝山地所に勤務。松岡とは古くから因縁があり、松岡の元恋人である玲子と結婚するも、松岡に屈辱感を抱き続けている。
- 大塚優子：池畑慎之介
- 野末権太：石倉三郎
- 小田つばさ：小島聖
良治の愛娘で20歳。
- 伊藤洋一：城島茂
- 佐和真一郎：森本レオ
- 中井剛彦：宅麻伸
- 芝山悟郎：芦田伸介
芝山地所の社長。引き抜いた松岡を信頼しつつも、過去の因縁から完全に信用しているわけではなく、どこか含むところがある。

## テーマ曲
- エンディングテーマ「腕に虹だけ」歌：小林旭　作詞：内館牧子　作曲：ひうら一帆 レーベル：ソニーレコード

## スタッフ
- 脚本：内館牧子
- 音楽：丸谷晴彦
- 演出：鶴橋康夫
- 技術協力：ビデオスタッフ
- 美術協力：フジアール
- チーフプロデューサー：階堂昌和
- プロデュース：富田求、小橋智子
- 制作協力：エースプランナーズ
- 制作著作：よみうりテレビ